# Francophones de la Région flamande
En Belgique, sont qualifiés de francophones de Flandre les locuteurs de la langue française vivant dans la Région flamande.

## Définitions
Au sens large, cette catégorie inclut toutes les personnes parlant la langue française, à titre principal ou secondaire, comme langue maternelle ou non. La langue française est présente dans les territoires composant l'actuelle région flamande depuis des siècles.
Au sens usuel, tel qu'utilisé dans les médias belges, les francophones de Flandre sont les Belges parlant le français en sphère familiale et vivant dans la région flamande. Cette définition restrictive ne tient toutefois pas compte des couples linguistiquement mixtes ni des résidents étrangers parlant le français en sphère familiale et vivant dans la région flamande, notamment les nombreux ressortissants français vivant dans les communes flamandes autour de la Région de Bruxelles-Capitale et dans les villes proches de la frontière franco-belge, comme Courtrai (Kortrijk).
Il n'y a plus eu de recensement linguistique en Belgique depuis 1947, il est donc impossible de déterminer directement le nombre exact de francophones vivant en Région flamande. Cependant, une étude de l'APFF (association pour la promotion de la francophonie en Flandre), publiée en 2009, chiffre leur présence à 367 000 soit 5,9 % de la population de la Région,,. En 2020, 6,4 % des nouveau-nés flamands ont le français comme langue maternelle.
Pour des motifs professionnels, mais aussi de coût du foncier et de l'immobilier, et de qualité de la vie, des migrations en sens divers amènent des Bruxellois francophones ou bilingues à « émigrer » tant vers les communes voisines de Bruxelles qu'au-delà, jusqu'à la côte belge, tandis que des Flamands s'installent par exemple dans des communes wallonnes comme Beauvechain.

## Catégories
- > 80% de francophone
- 50 à 80% de francophone
- 20 à 50% de francophone
- 5 à 20% de francophone

- > 50% de francophone
- 30 à 50% de francophone
- 10 à 30% de francophone

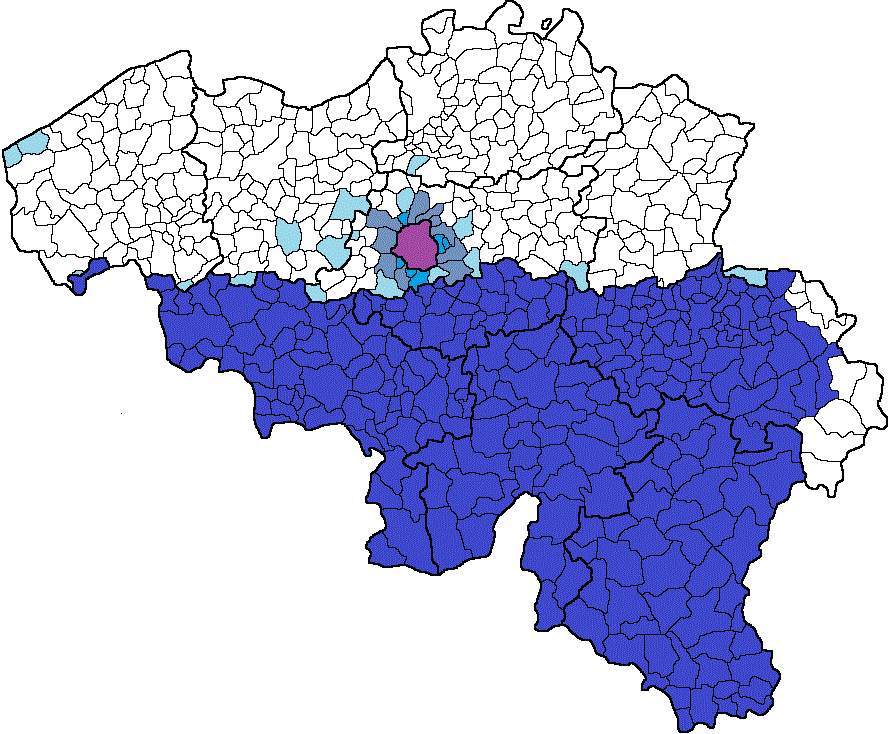
Estimations de 2021
Wallonie francophone
Bruxelles
Communes à facilités où le français est la langue la plus parlée
Français majoritaire ou langue la plus parlée
plus de 10%de francophones

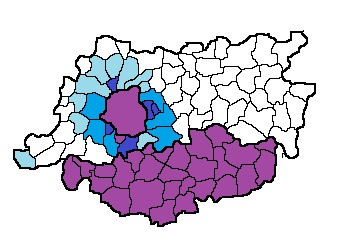
Part de francophone dans l'ancienne province du Brabant.
> 80% de francophone
50 à 80% de francophone
20 à 50% de francophone
5 à 20% de francophone
Sources,,.

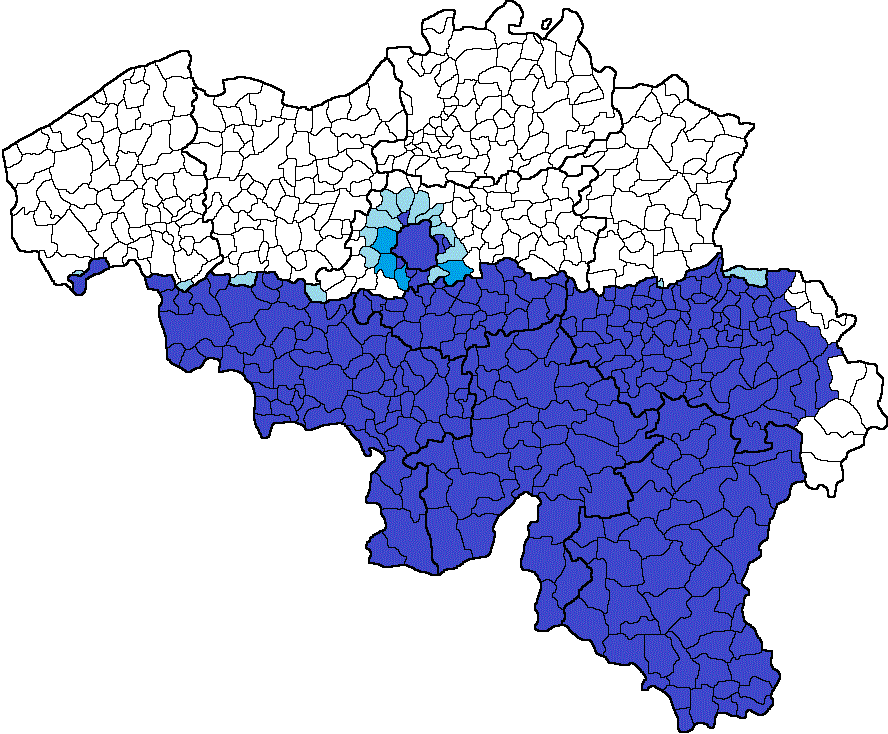
Carte de la Belgique francophone.
> 50% de francophone
30 à 50% de francophone
10 à 30% de francophone
Sources,,.

La Région flamande de Belgique, dont la frontière a été tracée en 1963 par le gouvernement national belge, a pour langue officielle le néerlandais. Certaines communes situées à proximité de la Région de Bruxelles-Capitale ou sur la frontière avec la Région wallonne bénéficient toutefois de « facilités linguistiques » pour leurs habitants ayant le français pour langue d'usage.
| Population                            | Nombre absolu | Pourcentage |
| ------------------------------------- | ------------- | ----------- |
| Néerlandophones de la Région Flamande | 6 160 000     | 53,8%       |
| Wallons                               | 3 560 000     | 31,1%       |
| Bruxellois francophones               | 1 100 000     | 9,6%        |
| Flamands francophones                 | 420 000       | 3,7%        |
| Bruxellois néerlandophones            | 120 000       | 1%          |
| Germanophones                         | 80 000        | 0,7%        |

### Communes à facilités autour de la Région bruxelloise
Pour un article plus général, voir Communes à facilités de la périphérie bruxelloise.
Dans ces communes situées en Brabant flamand, les francophones ont le droit d'obtenir l'utilisation du français dans leurs relations avec les administrations fédérales et communales ainsi qu'avec les autorités de police et judiciaires. Il existe deux types de facilités linguistiques: les « petites » facilités (les documents communaux émis en français ne sont que des traductions et ne sont pas opposables en droit) et les « grandes » facilités (les documents communaux émis en français sont opposables en droit).

### Autres communes de l'Arrondissement administratif de Hal-Vilvorde
Pour des articles plus généraux, voir Arrondissement administratif de Hal-Vilvorde, Arrondissement judiciaire de Bruxelles et Bruxelles-Hal-Vilvorde.
Dans ces communes, les francophones ne bénéficient pas de facilités linguistiques sauf pour ce qui concerne les relations avec l'administration fédérale pour autant que le service soit installé dans la région bilingue de Bruxelles-Capitale ou dans les matières judiciaires pour lesquelles le traitement en français peut être demandé dans le cas où l'affaire est traitée dans un arrondissement de la région de langue française ou dans la région de Bruxelles-Capitale.

### Communes à facilités de la frontière linguistique avec la Wallonie
Pour des articles plus généraux, voir Facilités linguistiques et Frontière linguistique en Belgique.
Mise à part Renaix, il s'agit de communes peu peuplées à l'échelle belge (Biévène, Espierres-Helchin, Herstappe, Messines) qui n'ont pas disparu lors de la fusion des communes de 1977. Le cas des Fourons est particulier dans la mesure où il s'agit d'une enclave flamande en Région wallonne où, jusqu'aux élections communales de 2000, la majorité absolue au conseil communal était détenue par une liste locale pro-wallonne, « Retour à Liège ».

### Autres communes de la Région flamande
Des ménages au sein desquels la langue usuelle ou maternelle, ou une des langues usuelles ou maternelles, est le français, vivent dans d'autres communes flamandes que celles dites à facilités et celles de l'arrondissement administratif de Hal-Vilvorde.
Il s'agit essentiellement de quatre catégories de personnes:
- les personnes issues de familles flamandes bourgeoises ou aristocratiques de langue française, péjorativement dénommées « Fransquillons »
- les conjoints francophones de Flamands néerlandophones
- les Wallons et Bruxellois francophones habitant en Flandre (notamment dans certaines communes de la côte, mais aussi à Tirlemont par exemple)
- les Français des villes frontalières (Courtrai notamment)

## Enseignement francophone en Flandre
Des classes en français existaient dans des écoles de Flandre jusqu'à la fin des années 1970. De même, l'Université catholique de Louvain était bilingue jusqu'à sa scission, entamée en 1968. Il existe actuellement (2008) des écoles primaires et gardiennes francophones dans plusieurs communes à facilités, financées par le gouvernement flamand, qui a donc la faculté d'y faire effectuer des inspections.
Il subsiste par contre un lycée français à Anvers, le « Lycée d'Anvers - Collège Marie-José », fondé en 1901 sous la dénomination d'Institut Rachez. Depuis 2010, il se nomme Lycée français international d'Anvers. Un établissement similaire avait vu le jour à Gand en 1889, il ferma ses portes en 1908, mais il existe encore une École française (également dénommée « Collège français ») de Gand. Tous deux constituent actuellement (2008), selon le site de l'Ambassade de France en Belgique, des établissements scolaires français liés à l’Agence pour l’enseignement français à l’étranger (AEFE) par une convention et reconnu par le Ministère de l’Éducation nationale français.

## Presse francophone en Flandre
En 1975, après la disparition des deux journaux francophones gantois rachetés, puis fermés, par le groupe de presse Rossel, La Flandre libérale et La Métropole, est mis sur pied Le Courrier de Gand à l'initiative de Jean Eeckhout et en collaboration avec Le Courrier du littoral, fondé à Ostende en 1944 et dirigé par Robert Lannoye.
À Anvers, La Semaine d'Anvers, dirigée par Gilbert Tyck, succéda quant à elle au journal francophone Le Matin, appartenant lui aussi au groupe Rossel.
En 2008, seul subsiste l'hebdomadaire anversois, depuis la disparition du Courrier du littoral et en 2000 du Nouveau Courrier, qui avait succédé en mars 1994 au Courrier de Gand, tandis qu'un magazine et un site internet, Nouvelles de Flandre, sont gérés par l'Association pour la promotion de la francophonie en Flandre (APFF),.

## Association pour la promotion de la francophonie en Flandre (APFF)
Créée en 1999, l'Association pour la promotion de la francophonie en Flandre, communique sur les initiatives en langue française en Région flamande,.
L'association s'engage en particulier pour l'application de la Convention-cadre pour la protection des minorités nationales signé par la Belgique mais non-appliquée du fait du veto des gouvernements flamands successifs.

## Représentation politique

### Élections européennes et fédérales
Pour les élections européennes et législatives fédérales, les électeurs de l'arrondissement administratif de Hal-Vilvorde font partie de la circonscription électorale de Bruxelles-Hal-Vilvorde et peuvent donc voter soit pour une liste ou un (ou des) candidat(s) francophone ou flamand. Il en va de même pour les électeurs des Fourons.
Dans les autres communes de Flandre, il n'est possible de voter que : 
- aux élections européennes, pour une liste de la circonscription électorale flamande
- aux élections législatives fédérales, pour liste d'une circonscription électorale provinciale, ou de la circonscription de Louvain pour les communes du Brabant flamand situées hors de l'arrondissement administratif de Hal-Vilvorde

Toutefois, aucune législation fédérale ou régionale n'interdit la présentation de listes francophones dans les circonscriptions flamandes, ni celle de candidats francophones sur les listes de partis flamands.

### Élections régionales, provinciales et communales

#### Arrondissement administratif de Hal-Vilvorde
Avant la scission des partis politiques belges, échelonnée entre 1968 et 1977, il existait dans chaque commune des sections des partis nationaux. Après la scission, des sections des partis francophones ont été mises sur pied dans certaines communes, sans que pour autant des listes distinctes soient systématiquement présentées lors des élections communales. Ainsi, des listes communes entre les deux partis socialistes ont été présentées, ou des listes du bourgmestre, bilingues, ou d'autres listes locales ou de cartel.
Dans les années 1980 est mis sur pied un « Groupement des francophones de la Périphérie » (GFP) rassemblant des élus francophones de la périphérie bruxelloise. La scission de la province du Brabant en 1994 et la naissance de celle du Brabant flamand amenèrent en octobre 1994 à la création de l’Union des Francophones (UF) à l’occasion des élections provinciales. L'UF est une structure de type fédératif, sans membres directs, elle est dirigée par des représentants des quatre partis qui la composent, CDH, MR-FDF, MR-LB, PS, par les bourgmestres, conseillers provinciaux et parlementaire régional de l'UF. Son assemblée générale rassemble tous les mandataires francophones de la « périphérie ».
Les élections communales de 2006 ont été les premières pour lesquelles le parti Ecolo s'est associé à l'Union des francophones, rompant avec son soutien traditionnel aux listes de son homologue néerlandophone, Agalev puis Groen!.

#### Communes à facilités de la frontière linguistique avec la Wallonie
Fourons est la seule commune flamande hors de la périphérie bruxelloise à avoir été gérée par un groupement politique francophone, « Retour à Liège », depuis les années 1960. Cette situation a pris fin en 2000, quand la liste flamande Voerbelang a remporté les élections grâce à l'apport des 560 électeurs néerlandais, qui participaient pour la première fois à un scrutin communal en Belgique. la liste « Retour à Liège » a conservé la majorité au conseil de l'aide sociale, où seuls les électeurs belges avaient le droit de vote.
En 2000, deux listes bilingues s'affrontaient à Espierres-Helchin et à Herstappe.
À Renaix, une liste bilingue LDR-BEB avait obtenu 16,2 % des voix et quatre sièges en 1994. En 2000, une liste de même nature, LDR-EDB, n'a obtenu que 12,6 % des voix et trois sièges. Une liste dissidente libérale bilingue, « Gemeentebelangen-Intérêts Communaux », s'est présentée aux communales de 2006. Elle a obtenu 9,6 % des voix, deux conseillers communaux et un conseiller CPAS. Cette liste a notamment incité les électeurs francophones, dans un tract unilingue en français, à aller réclamer à l'administration communale des convocations en langue française, insistant sur le danger de voir les facilités supprimées et la dénomination Renaix disparaître au profit de la seule Ronse.

#### Autres communes flamandes
Gand a connu au moins trois bourgmestres francophones libéraux, les comtes Constant (1842-1853) et Charles de Kerchove de Denterghem (1857-1882) et Alfred Vander Stegen (1921-1941).

## Préservation du caractère flamand ou «tracasseries» administratives
Par ailleurs, sur le plan régional et local, diverses initiatives des exécutifs régional et communaux défraient régulièrement la chronique dans les médias belges francophones, et parfois internationaux. Il s'agit officiellement de « mesures visant à préserver le caractère flamand de la commune X ou du Vlaamse Rand » (ce que les médias francophones appellent la périphérie bruxelloise), mais ces mesures sont qualifiées côté francophone de « tracasseries administratives envers les francophones de la périphérie ».

## Convention européenne pour le droit des minorités
Sur le plan des chiffres, on peut considérer qu'il y a en Belgique plusieurs niveaux de pouvoir où il existe une minorité francophone. Ainsi, les francophones sont numériquement minoritaires dans l'État belge, dans la Communauté germanophone et dans la Région flamande, mais c'est dans le cadre de la Flandre que se pose plus particulièrement la question de la définition juridique des minorités dans l'État fédéral belge (Belgique), ce qui a abouti au fait que ni l'État fédéral belge ni aucune de ses entités fédérées n'ont encore ratifié la convention européenne sur la protection des minorités en 2007, la Belgique ayant d'ailleurs accompagné la signature du traité de larges réserves.
Il n'y a en effet pas de consensus en Belgique sur les modalités de ratification, la majorité flamande estimant qu'il n'y a qu'une minorité belge reconnue, les germanophones, tandis que les francophones estiment que la minorité francophone de Flandre doit également se voir reconnu ce statut.
La convention ne contient pas de définition claire de ce qui constitue une minorité nationale, et les opinions des experts sur la question ne sont pas claires, cependant, le Conseil de l'Europe a envoyé deux rapporteurs qui ont constaté certaines situations qui pourraient être concernées par Convention internationale sur la protection des minorités nationales, et le Conseil a recommandé à la Belgique de ratifier la Convention.
Par ailleurs, l'assemblée parlementaire du Conseil de l'Europe a mentionné la Belgique parmi les pays qui « ont des minorités significatives qui doivent être protégées et dont les droits ne sont pas officiellement reconnus » et s'est élevée contre « la négation de l’existence de minorités et des droits des minorités dans plusieurs États membres du Conseil de l'Europe, et contre le fait que beaucoup de minorités en Europe ne se soient pas vu garantir un niveau de protection suffisant ».

## Personnalités
- Lara Fabian, chanteuse.
- Sophie Wilmes, première ministre belge.